# شهرستان اورگن (میزوری)
شهرستان اورگن، میزوری (به انگلیسی: Oregon County, Missouri) یک سکونتگاه مسکونی در ایالات متحده آمریکا است که در میزوری واقع شده‌است.